# 鶴渡清治郎
鶴渡 清治郎（つるわたり せいじろう、1886年6月7日 - 1936年11月1日）は、東京府東京市深川区（現在の東京都江東区）で中立部屋に所属した力士。本名は田口 清治郎。6代中立、8代荒磯。田口吉五郎の子として生まれる。現役時は身長176cm、体重113kg。最高位は東前頭筆頭。

## 経歴
1901年5月新序、1906年十両昇進。1907年5月入幕した。三役級の地力があると評されながら、勝負に無頓着で稽古嫌いで名高かった。22場所幕内を務め、筆頭まで進んだ。1910年5月大関西ノ海、1916年1月新鋭の栃木山、1916年5月大関大錦を破っている。現役中に二枚鑑札となっていたが、1919年1月に引退後は荒磯を襲名した。昭和11年11月1日没。墓所は江東区深川の玄信寺で、墓碑は二回忌である1938年11月に建てられた。

## 成績
- 幕内22場所　73勝113敗18休11分5預

## 改名
改名歴なし

## 年寄
- 荒磯　晴晤　1919年1月　-　1936年11月